# Drašler
Drašler je priimek v Sloveniji, ki ga je po podatkih Statističnega urada Republike Slovenije na dan 1. januarja 2010 uporabljalo 229 oseb in je med vsemi priimki po pogostosti uporabe uvrščen na 1.821. mesto.

## Znani nosilci priimka
- Andrej Drašler, gozdarski strojovnjak, inšpektor
- Andreja Drašler, didaktičarka angleščine
- Dana Drašler Blaganje (1919-2010), prevajalka (anglistka, lektorica)
- Ervin Drašler, veteran vojne za Slovenijo
- Gašper Drašler, arhitekt
- Jana Drašler, etnologinja/kult. antropologinja
- Janez Drašler pevec (Slovenski oktet)
- Joseph Drašler (1911-2005), slovenski novinar in publicist v ZDA
- Jože Drašler (1925-2012), biolog in pedagog
- Jošt Drašler, jazz-glasbenik kontrabasist
- Lojze (Alojzij) Drašler (*1941), arhitekt in urbanist, prof. risanja na oddelku za krajinsko arhitekturo BF UL
- Luka Drašler (1937-2023), atletski trener
- Marko Drašler, družinski podjetnik, inovator
- Mitja Drašler, pevec tenorist
- Rada Kikelj Drašler, fotografinja
- Rok Drašler (*1979), gorski kolesar, podjetnik
- Špela Drašler, zborovodkinja
- Varineja Drašler, gorska tekačica
- Vid Drašler, jazz-glasbenik, tolkalist